# Diecézní klérus

Klerika – obvyklý oděv diecézních duchovních (latinského obřadu)

Diecézní klérus či diecézní duchovenstvo je v katolické církvi souhrn duchovních inkardinovaných do místních církví, kdysi označovaný také jako světský klérus.
Z Kodexu kanonického práva (kán. 265) vyplývá, že žádný duchovní nemůže vést nezávislý (potulný) život, takže by nebyl nikomu podřízen. Klerici, kteří nepatří k řeholním kongregacím nebo pod osobní preláturu, jsou trvale podřízeni diecéznímu biskupovi, který je vysvětil na jáhny. Proto se takoví duchovní nazývají diecézními. 
Místo působení a bydliště diecézních duchovních je omezeno na diecézi, do které patří. Diecézní duchovní může změnit diecézi po obdržení písemného souhlasu ordináře své diecéze a diecéze, ve které chce působit. Toto právo se vztahuje také na vztah mezi diecézním biskupem a příslušnými představenými, pokud diecézní duchovní projeví přání připojit se k nějaké kongregaci, institutu, sdružení nebo prelatuře. 
Diecézní duchovní může na základě dohody mezi biskupy po stanovenou dobu pracovat a žít i v jiné diecézi, než je jeho vlastní. 
Pokud si diecézní duchovní přeje změnit svou diecézi na diecézi, ve které je nedostatek duchovních (to se týká zejména misií), diecézní biskup, kterému je podřízen, by neměl bez závažných důvodů vznášet námitky. 
Obvyklým oděvem diecézního kléru v latinské tradici je klerika (sutana) a biret.
Diecézní duchovní tvoří převažující část všeho katolického kléru.